# Juan Carlos Orellana
Juan Carlos Orellana Jara (Santiago, 21 de junho de 1955 – 10 de novembro de 2022) foi um futebolista chileno.

## Carreira
Orellana atuou em mais de duzentas partidas pelo Colo-Colo, com o qual conquistou o campeonato nacional em 1979.
Representou a Seleção Chilena de Futebol na Copa América de 1983.

## Morte
Orellana morreu em 10 de novembro de 2022, aos 67 anos de idade, devido à esclerose lateral amiotrófica.